# Sarayköy, Pazarlar
Sarayköy là một xã thuộc huyện Pazarlar, tỉnh Kütahya, Thổ Nhĩ Kỳ. Dân số thời điểm năm 2008 là 286 người.